# Eppo van Nispen tot Sevenaer
Jhr. Eppo Folef Marie van Nispen tot Sevenaer (Voorburg, 27 mei 1964) is een Nederlands bestuurder in de erfgoedsector. Hij is sinds begin 2018 directeur van Nederlands Instituut voor Beeld en Geluid. Eerder was Van Nispen directeur van DOK Delft en van de Stichting Collectieve Propaganda van het Nederlandse Boek.

## Leven en werk
Na het Aloysius College in Den Haag studeerde Van Nispen aan de Universiteit Leiden. Van Nispen werkte in verschillende posities bij de omroep, onder meer bij de TROS (jaren 90) en SBS (2003-2005). Tussen 2005 en 2010 was hij directeur van DOK Delft, waar hij de bibliotheek op een innovatieve manier hielp veranderen. Tussen 2010 en 2017 was Van Nispen directeur van de CPNB. Sinds februari 2018 is hij directeur van Beeld & Geluid.

## Familie
Van Nispen is een telg uit het geslacht Van Nispen en een zoon van jhr. mr. Joan Adriaan Marie (Jan Ary) van Nispen tot Sevenaer (1930-2014), directeur burgerzaken van de gemeente Rotterdam, en kunstschilderes Sonja barones d'Aulnis de Bourouill. Hij trouwde twee keer en heeft verscheidene kinderen. Hij heeft twee broers.

## Trivia
Als kind was Van Nispen  wethouder Openbare Orde, Brandweer en Politie in de jeugdgemeenteraad van Madurodam.